# طريق بيغن

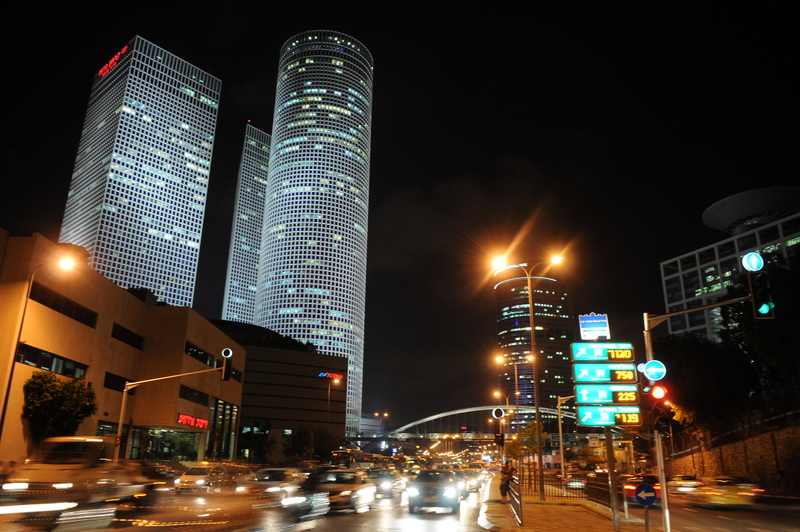

طريق بيغن Begin Road إحدى الطرق الرئيسية في تل أبيب. يبدأ عند شاع ألينبي ويمتد حتى نهايته في شمال المدينة عند تقاطع هاراكيفيت مع الطريق السريع عيالون.
هناك تقاطعان مع طريق بيغن: جسر معاريف وتقاطع كابلان. وقد سمي هذا الطريق باسم رئيس الوزراء الإسرائيلي الأسبق بيغن، الذي قاد المفاوضات في كامب ديفيد مع السادات.